# Stockstadt am Main

Gemeindegebiet von Stockstadt am Main

Stockstadt am Main (amtlich Stockstadt a.Main) ist ein Markt im unterfränkischen Landkreis Aschaffenburg. Er ist vor allem bekannt durch das Kastell Stockstadt und den ältesten nachgewiesenen Weihnachtsbaum in Deutschland.

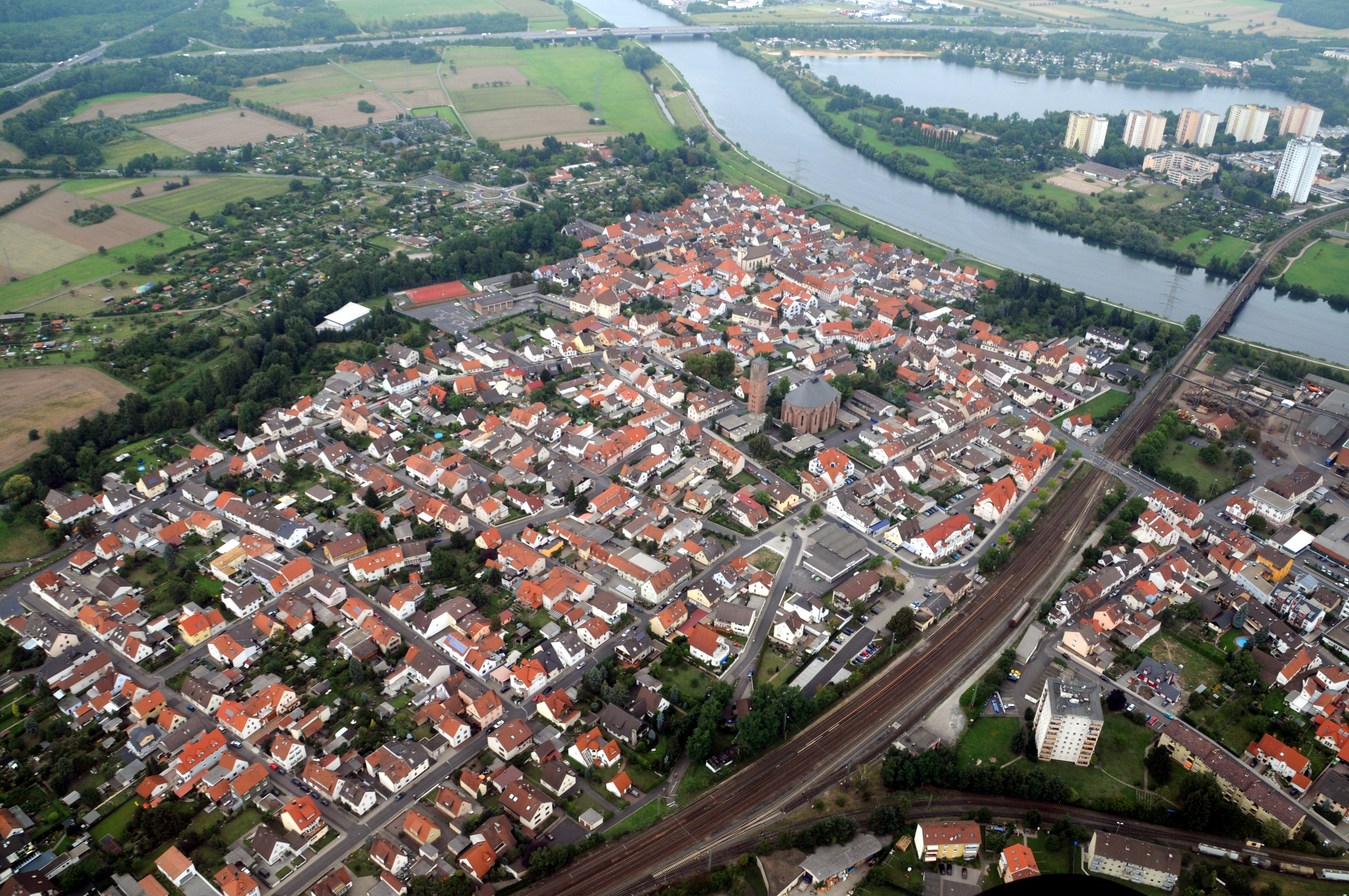
Luftbild (2008)

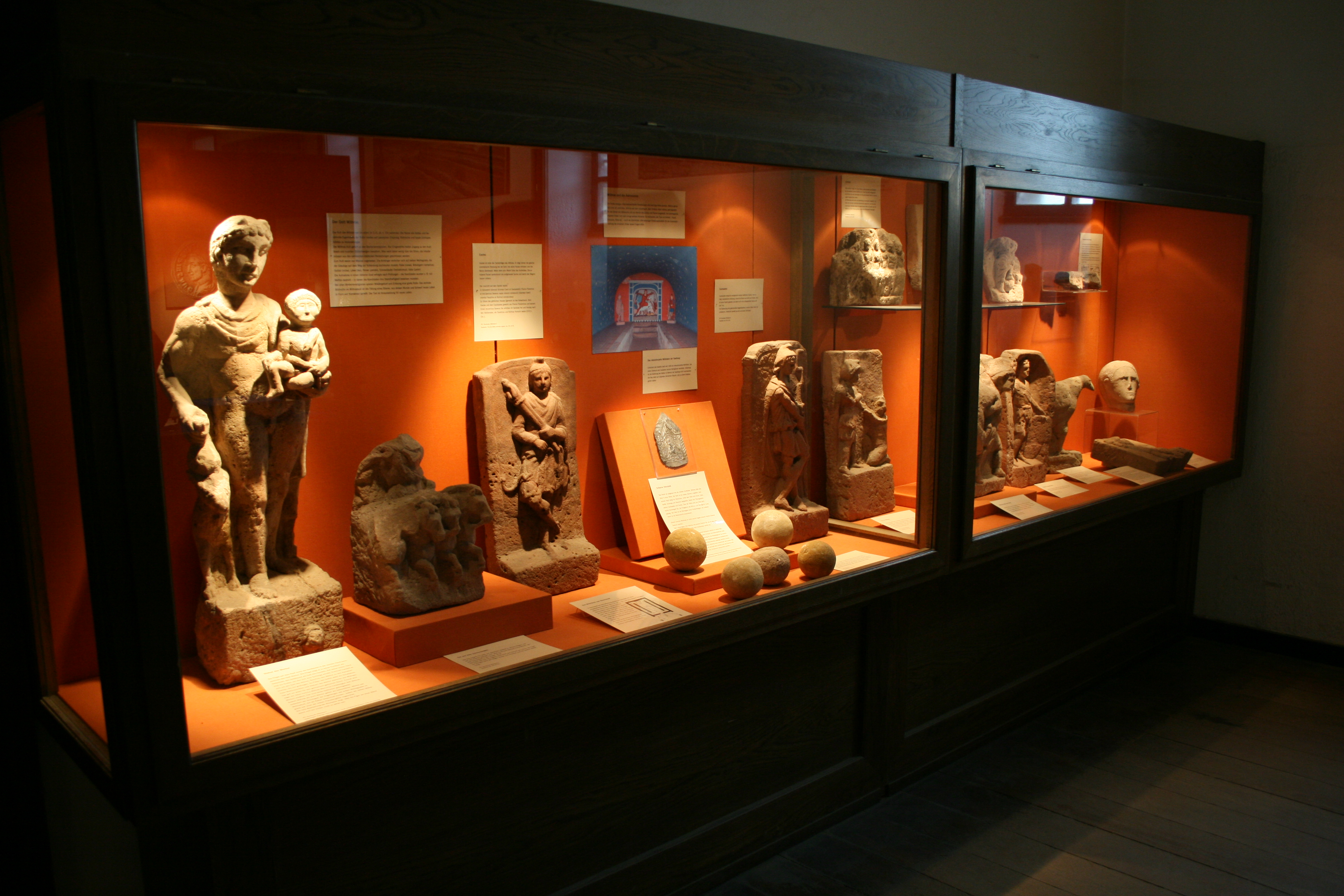
Das römische Kastell Stockstadt ist heute weitgehend überbaut. In Stockstadt wurden besonders viele Steindenkmäler gefunden. Im Bild sind die Funde aus dem Mithraeum I, ausgestellt im Saalburgmuseum.

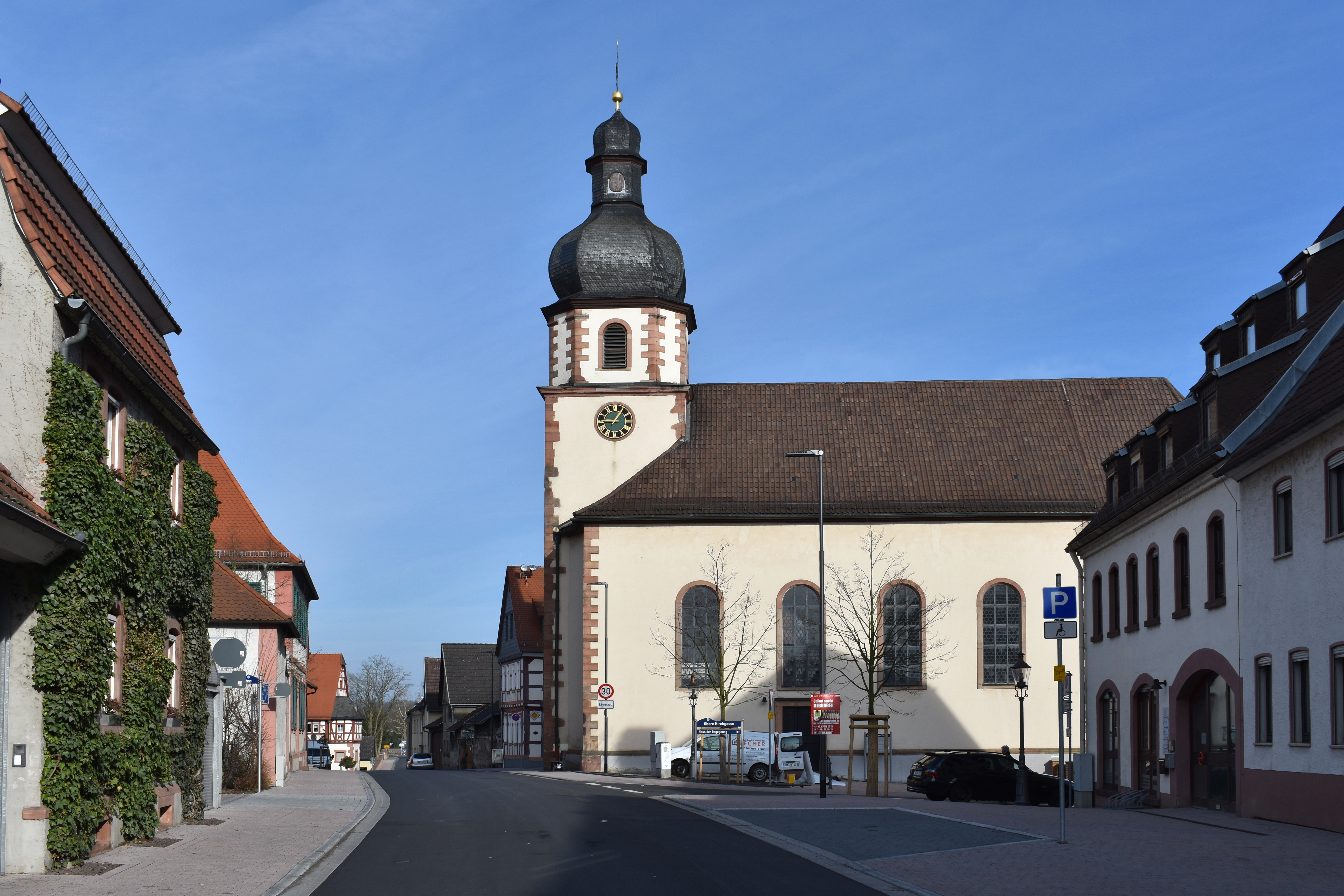
Blick in die Hauptstraße mit der ehemaligen Pfarrkirche St. Leonhard

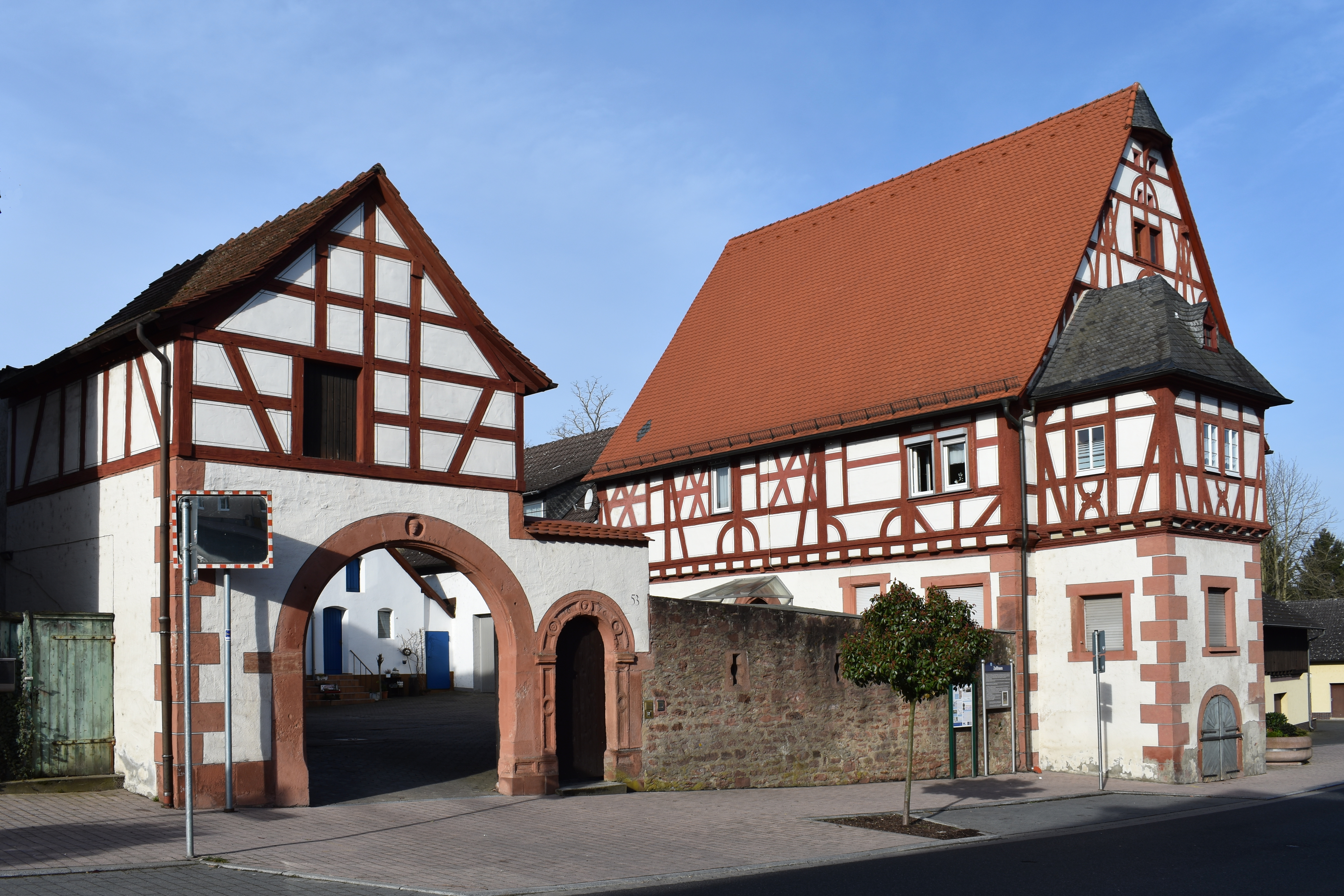
Kurmainzisches Zollhaus von 1546 nahe der Gersprenz am nördlichen Ortseingang, Ansicht von Osten

## Geografie

### Geografische Lage
Der Hauptort liegt westlich angrenzend an die Stadt Aschaffenburg auf der linken Mainseite. Im Westen und Nordwesten Stockstadts befindet sich die Grenze zu Hessen. Der topographisch höchste Punkt der Gemeindegemarkung befindet sich mit 144 m ü. NHN (Lage) im Waldgebiet zwischen Stockstadt und Babenhausen, der niedrigste liegt an der Gersprenzmündung im Main auf 101,7 m ü. NHN (Lage).

### Gemeindegliederung
Es gibt nur den Gemeindeteil und die Gemarkung Stockstadt am Main. Nichtamtlich lässt sich Stockstadt in mehrere Siedlungsgebiete einteilen, die sukzessive erschlossen wurden.

### Nachbargemeinden
|                   | Gemeinde Mainhausen                         | Gemeinden Kleinostheim und Mainaschaff |
| Stadt Babenhausen | Kompassrose, die auf Nachbargemeinden zeigt | Stadt Aschaffenburg                    |
|                   | Markt Großostheim                           |                                        |

### Historische Region
Gemeinsam mit den Stadtteilen Leider und Nilkheim der Stadt Aschaffenburg, dem Gemeindeteil Dorndiel der Stadt Großumstadt, der Stadt Obernburg und den Gemeinden Niedernberg, Großwallstadt und Mömlingen, den Gemeindeteilen Radheim und Mosbach der Gemeinde Schaafheim sowie dem Markt Großostheim bildete die Marktgemeinde Stockstadt die historische Region Bachgau. In der Gegenwart zählen zum Bachgau nur noch die Orte Großostheim mit den Gemeindeteilen Ringheim, Pflaumheim und Wenigumstadt auf bayerischer Seite und die Gemeinde Schaafheim mit den Gemeindeteilen Mosbach und Radheim in Hessen. Stockstadt gehört nicht mehr zum Bachgau.

## Name

### Etymologie
Der Name Stockstadt besteht aus dem mittel- und althochdeutschen Wort stoc, germanisch stukka (Stock, Balken, Baumstumpf), indogermanisch steu (stoßen). Das Wort ist seit dem 8. Jahrhundert belegt. Im Althochdeutschen bedeutet stoc Haupttrieb einer Pflanze. Im Englischen wird es stock geschrieben, im Spätmittelhochdeutschen stoc, gekürzt aus Wurzelstock.
Das Wort stat bedeutet Stätte. Der Namenszusatz am Main unterscheidet den Ort von Stockstadt am Rhein.

### Frühere Schreibweisen
Frühere Schreibweisen des Ortes aus diversen historischen Karten und Urkunden:
| Jahr | Schreibweise         |
| ---- | -------------------- |
| 1000 | „Stocestat“          |
| 1184 | „Stocstat“           |
| 1259 | „Stochstad“          |
| 1261 | „Stostat“            |
| 1326 | „Stocstad“           |
| 1387 | „Stoxstad“           |
| 1401 | „Stogxstad“          |
| 1408 | „Stockstad“          |
| 1625 | „Stockstadt“         |
| 1888 | „Stockstadt am Main“ |

## Geschichte
Im Jahr 1820 wurden in Stockstadt „interessante römische Alterthümer“ entdeckt. Mit diesen Entdeckungen und weiteren Ausgrabungen konnte für Stockstadt die Existenz eines römischen Kastells im Verlauf des Obergermanisch-Raetischen Limes spätestens für die Zeit Kaiser Trajans belegt werden. Es bestand bis zum Abzug der Römer um 260 n. Chr. Der römerzeitliche Fundort Stockstadt ist vor allem bekannt für zahlreiche Steindenkmäler, die im Umfeld des Kastells entdeckt wurden. In Kastellnähe befanden sich mehrere Ziegelöfen, die von der in Stockstadt stationierten cohors III Aquitanorum betriebenen Militärziegelei zugeordnet werden. Das ehemalige Kastellareal südlich der Rhein-Main-Bahn ist weitgehend mit einer Zellstofffabrik überbaut.
Bereits Mitte des 9. Jahrhunderts wurde Stockstadt am Main schriftlich erwähnt, wenn auch nur mit einigen steuerpflichtigen Bürgern. Sie waren wohnhaft in „Stocestat“, so nannte man zu dieser Zeit den Ort. Im Jahr 1024 wurde der Ort schriftlich das erste Mal genannt. Der Ort „Stoddenstat“ wurde von Kaiser Heinrich II. dem Kloster Fulda geschenkt. Dies blieb so bis ins Jahr 1309, als Stockstadt an das Erzbistum Mainz übergeben wurde. Im Mittelalter gehörten die umliegenden Wälder dem Wildbann Dreieich an, der in Stockstadt eine seiner 30 Wildhuben unterhielt.
Eine historische Quelle, datiert auf das Jahr 1527, belegt, dass der älteste Weihnachtsbaum Deutschlands aus dem Stockstädter Hübnerwald stammt. In einer Akte der Kurmainzer Fürstbischöfe aus der damaligen Zeit wird „die weiennacht baum“ im Hübnerwald urkundlich erwähnt (Kanzleischrift; 16. Jahrhundert).
Am 1. Juli 1862 wurde das Bezirksamt Aschaffenburg gebildet, auf dessen Verwaltungsgebiet Stockstadt lag. 1939 wurde wie überall im Deutschen Reich die Bezeichnung Landkreis eingeführt. Stockstadt war nun eine der 33 Gemeinden im Altkreis Aschaffenburg. Dieser schloss sich am 1. Juli 1972 mit dem Landkreis Alzenau in Unterfranken zum neuen Landkreis Aschaffenburg zusammen.

### Einwohnerentwicklung
Im Zeitraum 1988 bis 2018 stieg die Einwohnerzahl von 6774 auf 8029 um 1255 bzw. um 18,5 %.
Quelle: BayLfStat

## Politik

### Marktgemeinderat
Der Marktgemeinderat hat 21 Mitglieder einschließlich des Ersten Bürgermeisters.
|      | CSU | SPD | FWG | Gesamt   |
| ---- | --- | --- | --- | -------- |
| 2002 | 7   | 11* | 3   | 21 Sitze |
| 2008 | 11* | 7   | 3   | 21 Sitze |
| 2014 | 9*  | 8   | 4   | 21 Sitze |
| 2020 | 7   | 9*  | 5   | 21 Sitze |

* einschließlich Bürgermeister

### Bürgermeister
Seit 1. Mai 2020 ist Rafael Herbrik (SPD) Erster Bürgermeister; dieser wurde in der Stichwahl am 29. März 2020 mit 61,0 % der gültigen Stimmen gewählt. Sein Vorgänger war Peter Wolf (CSU), im Amt von Mai 2008 bis April 2020. Zuvor amtierte Lothar Schaffrath (SPD). 

### Wappen
| | Blasonierung: „In Blau über einem gesenkten silbernen Wellenbalken ein silberner Legionärshelm mit rotem Kamm in Seitenansicht.“ |
| Wappenbegründung: Das ovale Ortssiegel des 17. Jahrhunderts zeigte die Anfangsbuchstaben des Namens unter dem Kurmainzer Rad. Am 16. Februar 1952 wurde das von Friedrich Merzbacher entworfene Wappen genehmigt. | |

### Partnergemeinden
- Frankreich: Stockstadt hat drei Partnergemeinden in Frankreich. Es handelt sich um die benachbarten Gemeinden Saint-André-sur-Orne, Saint-Martin-de-Fontenay und May-sur-Orne.

## Sehenswürdigkeiten

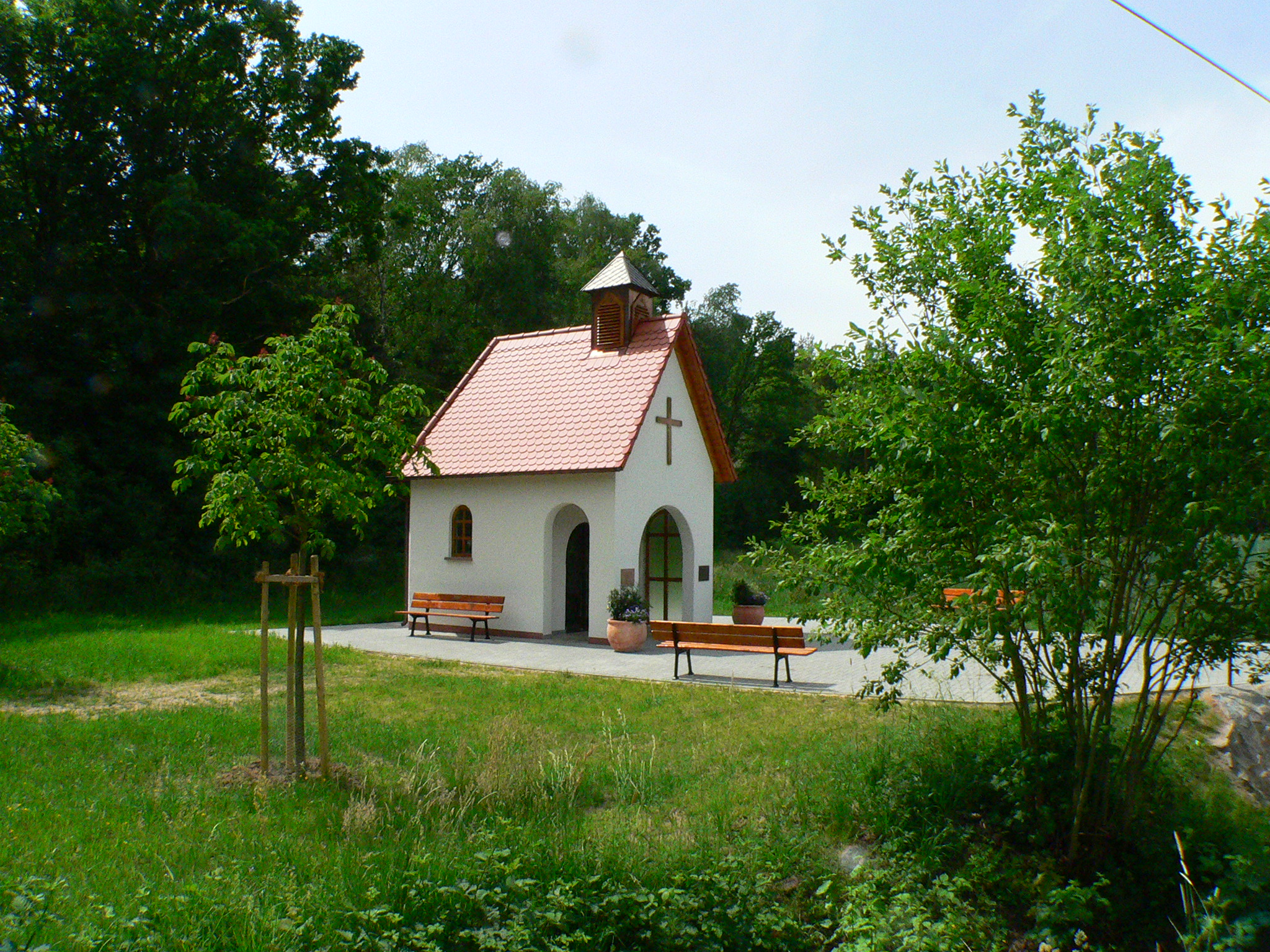
St.-Anna-Kapelle

- Das an der Hauptstraße gelegene Zollhaus diente lange Zeit dem Mainzer Erzbischof und Kurfürsten Albrecht von Brandenburg als Zollstation. Erbaut wurde es von 1514 bis 1545. (Koordinaten: 49° 58′ 52,54″ N, 9° 3′ 42,26″ O)
- Die Leonharduskirche befindet sich ebenfalls im alten Gemeindeteil von Stockstadt und geht auf das Jahr 1773 zurück. (Koordinaten: 49° 58′ 50,2″ N, 9° 3′ 47,3″ O)
- Die 1458 erbaute St.-Anna-Kapelle stand ursprünglich an der Ecke Hauptstraße/Alter Stadtweg. Ihr Abriss erfolgte im Januar 1925 nach einem Gemeinderatsbeschluss. 2007 wurde die Kapelle nach historischem Vorbild an anderer Stelle, westlich jenseits der B 469 in Richtung Auhof, wieder errichtet und am 6. April 2008 geweiht.

## Infrastruktur

### Verkehr

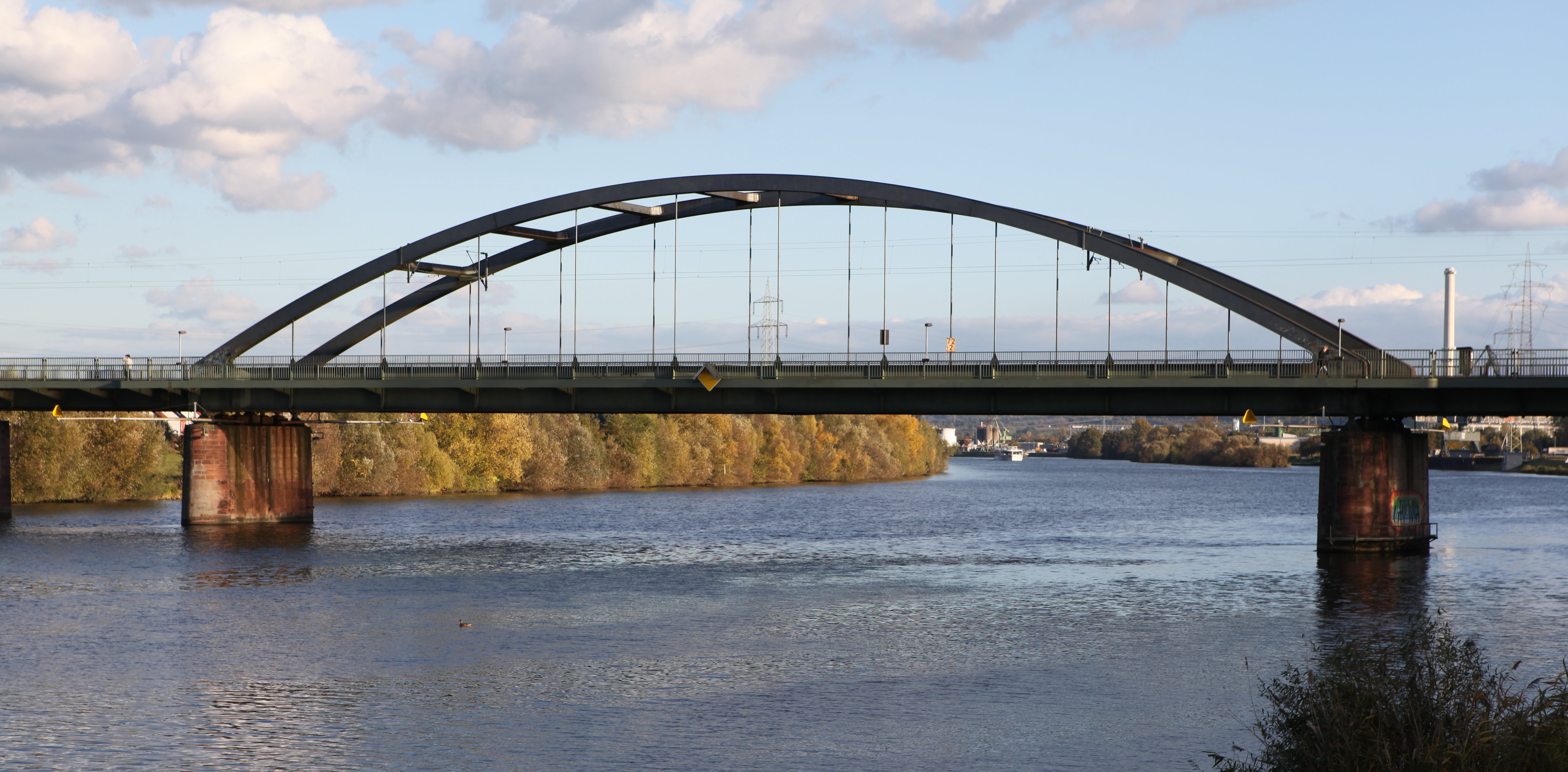
Die Mainbrücke ist wichtig für den Zugverkehr.

Durch das Gemeindegebiet verlaufen die Bundesautobahn 3, die Bundesstraße 26, die Bundesstraße 469 und die Kreisstraße AB 16. Im Entwurf des Bundesverkehrswegeplans 2030 vom März 2016 ist der vierstreifige Ausbau der B 26 im Gemeindegebiet des Marktes Stockstadt am Main in Anlage 1 Projektliste S. 89 enthalten. Über die B 469 kann der Autobahnanschluss 57 (Anschlussstelle Stockstadt) der Bundesautobahn 3 in ca. 3 km erreicht werden. Im äußersten nordwestlichen Zipfel des Gemeindegebietes befindet sich das Seligenstädter Dreieck, an dem die Bundesautobahn 45 an die Bundesautobahn 3 anschließt.
Der Öffentliche Personennahverkehr (ÖPNV) wird durch die Verkehrsgemeinschaft am Bayerischen Untermain (VAB) sichergestellt. Der Stockstädter Bahnhof ist Bestandteil der Rhein-Main-Bahn, die auf der Strecke (Wiesbaden–)Mainz–Darmstadt–Aschaffenburg verkehrt. Die Gemeinde bildet die westliche Grenze der VAB, im Nachbarort Babenhausen (Hessen) beginnt der hessische Rhein-Main-Verkehrsverbund (RMV). Zur besseren Verbindung zwischen den Verkehrsverbünden und den Bundesländern besteht ein Übergangstarif. Alle 30 Minuten fährt ein Stadtbus der Stadtwerke Aschaffenburg (Linie 3) Bushaltestellen in Stockstadt an.

### Radfernwege
Durch den Ort verläuft der Deutsche Limes-Radweg. Er folgt dem Obergermanisch-Raetischen Limes über 818 km von Bad Hönningen am Rhein nach Regensburg an der Donau.

## Ansässige Unternehmen

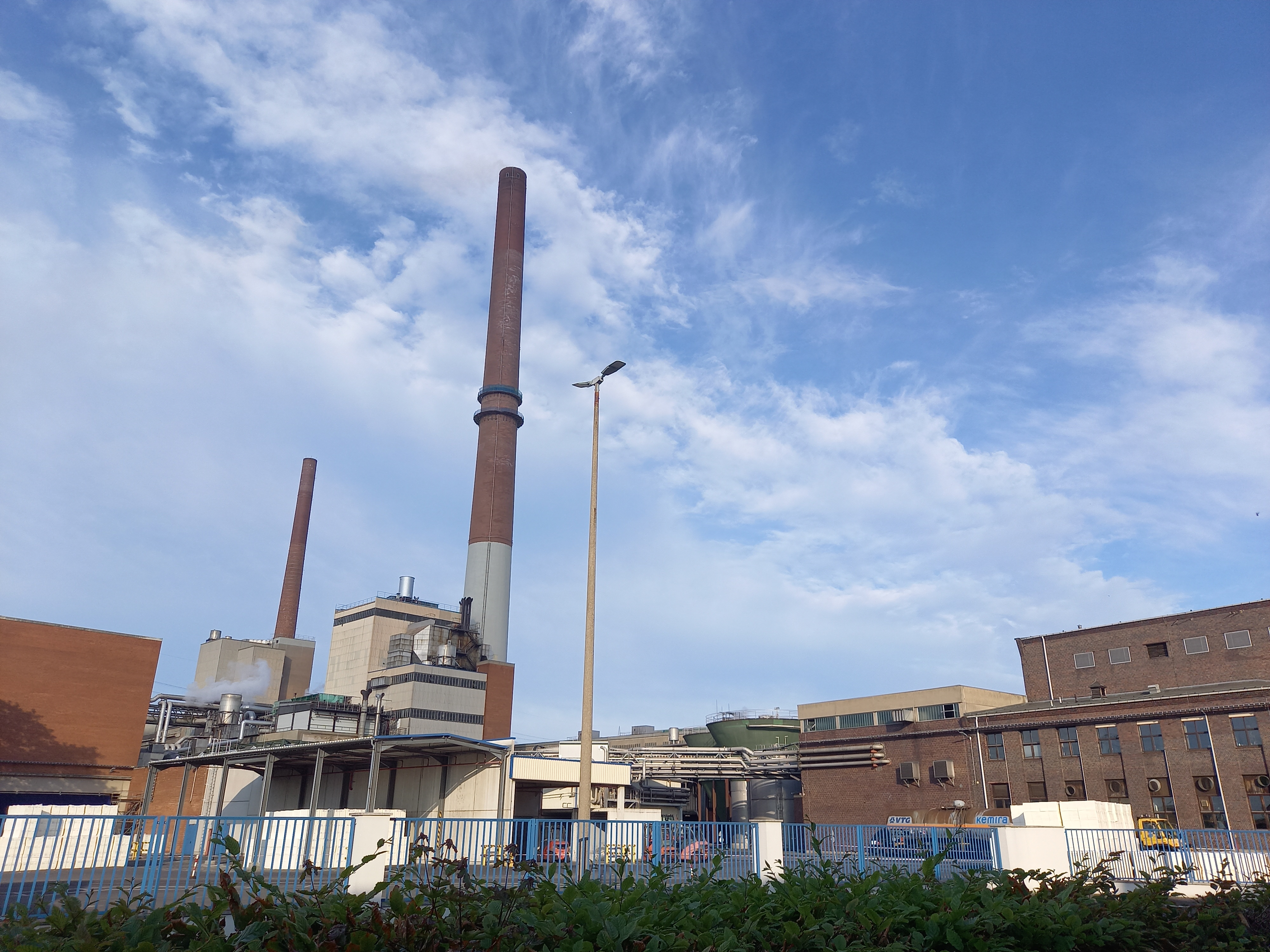
Die Papierfabrik mit den zwei weit sichtbaren Schornsteinen prägte bis 2025 das Bild der Marktgemeinde. Im Juni wurde der kleinere Schornstein gesprengt, bis Ende 2025 soll auch der größere Schornstein entfernt werden.

Das größte ansässige Unternehmen ist das Papier- und Zellstoffwerk des Sappi-Konzerns. Im April 2024 soll der Betrieb durch die Progroup übernommen werden. Daneben gibt es zahlreiche kleine und mittlere Unternehmen.

## Persönlichkeiten
- Franz Bopp (* 1791 in Mainz; † 1867 in Berlin), Sprachwissenschaftler und Sanskritforscher
- Johann Hock, Gastwirt in Stockstadt, machte sich in den 1820er Jahren um die Sammlung römischer Altertümer verdient.
- Johann Konrad Bardroff, Lehrer in Stockstadt und Stifter der am 15. Juni 1882 genehmigten Bardroff’schen Stiftung für krüppelhafte Kinder aus Aschaffenburg, Schweinheim, Leider, Mainaschaff und Stockstadt.
- Josef Hofmeister (* 1946 in Aschaffenburg), deutscher Fußballspieler, Karrierebeginn und -ende beim SV Stockstadt
- Rudolf Bott (* 1956 in Stockstadt am Main), Goldschmied
- Jackson Richardson (* 1969 in Saint-Pierre, Réunion), französischer Handballer, lebte von 1997 bis 2000 in Stockstadt
- Daphne de Luxe (* März 1971 in Kronach), bürgerlich Daphne Haderlein, die Stand-up-Comedienne gewann 2010 den Publikumspreis Stockstädter Römerhelm
- Timo Kulczak (* 1977 in Aschaffenburg), Tänzer, Tanztrainer, Wertungsrichter, aufgewachsen und wohnhaft in Stockstadt
- Katja Benrath (* 1979 in Erbach (Odenwald)), deutsche Schauspielerin und Regisseurin, aufgewachsen in Stockstadt
- Motsi Mabuse (* 1981 in Mankwe, Bophuthatswana, heute Südafrika), Tänzerin, Tanztrainerin, Wertungsrichterin, lebt in Stockstadt
- Carola Bott (* 1984 in Aschaffenburg), deutsche Badmintonspielerin, in Stockstadt aufgewachsen
- Julian Lahme (* 1988 in Aschaffenburg), deutscher Handballspieler
- Sinan Kaplan (* 1994 in Aschaffenburg), deutsch-türkischer Fußballspieler, Karrierebeginn beim SV Stockstadt